# Aparammoecius mudukensis
Aparammoecius mudukensis är en skalbaggsart som beskrevs av Zdzisława Stebnicka 1989. Aparammoecius mudukensis ingår i släktet Aparammoecius och familjen Aphodiidae. Inga underarter finns listade i Catalogue of Life.